# Ginchy

Ginchy este o comună în departamentul Somme, Franța. În 1 ianuarie 2022 avea o populație de 73 de locuitori.